# المپیک ایر

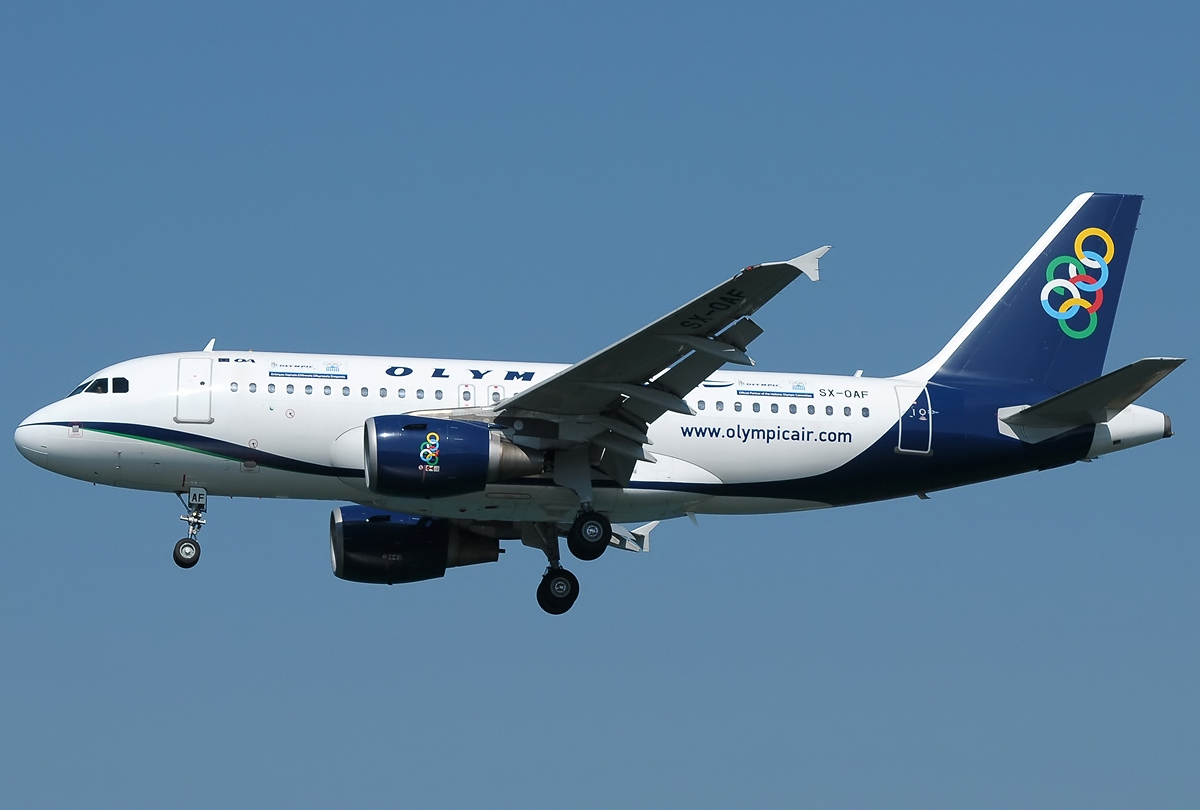
هواپیمای ایرباس ای۳۱۹ متعلق به المپیک ایر

المپیک ایر (به یونانی: Ολυμπιακή) شرکت هواپیمایی یونانی است، که در سال ۱۹۵۷ تأسیس شد و در سال ۲۰۰۹ توسط اژین ایرلاینز خریداری شد. این شرکت در حال حاضر روزانه به ۱۸ مقصد پروازهای مستقیم دارد.
دفتر مرکزی شرکت المپیک ایر در شهر آتن، یونان قرار دارد و فرودگاه بین‌المللی آتن و فرودگاه بین‌المللی رود، قطب‌های این شرکت هواپیمایی به‌شمار می‌آیند. شرکت المپیک ایر در حال حاضر در ناوگان هوایی خود، دارای ۱۴ فروند هواپیمای جت مسافربری می‌باشد.